# Storflärken (Högsjö socken, Ångermanland)
Storflärken är en sjö i Härnösands kommun i Ångermanland och ingår i Ångermanälven-Gådeåns kustområde.